# Eidgenössisches Sängerfest 1875
Das 16. Eidgenössische Sängerfest fand vom 10. bis 12. Juli 1875 in Basel statt. Insgesamt nahmen 3200 Sänger in 75 Vereinen teil. Organisiert wurde das Fest von der Basler Liedertafel, unterstützt durch den Basler Gesangverein.
Als Festpräsident fungierte der Basler Ständerat Alphons Koechlin. Präsident des Preisgerichts war der Luzerner Generalmusikdirektor Gustav Arnold, Festdirektor der Gesamtaufführung war der Wettinger Dirigent Karl Attenhofer, der den schwer erkrankten und zwei Tage später verstorbenen Ernst Reiter ersetzte.

## Rangliste
- 1. Preis: Männerchor Zürich und Harmonie Zürich (ex aequo)
- 3. Preis: Berner Liedertafel